# ...risonanze?...
...risonanze?... (aussi écrit ...?risonanze!...) est une œuvre pour viole d'amour seule composée par Olga Neuwirth en 1996-1997.

## Composition
Olga Neuwirth compose ...risonanze?... pour viole d'amour en 1996-1997,. Son titre est le mot italien pour « résonance », suivi d'un point d'interrogation et entouré de points de suspension. Cet usage de la ponctuation suit l'exemple de Pierre Boulez (...explosante-fixe...).
Elle demande que les cordes frottées de l'instrument soient désaccordées, mais aussi que « les cordes sympathiques [soient] également accordées un micro-intervalle (inférieur à un quart de ton) au-dessus des cordes frottées, ce qui modifie la qualité de résonance caractéristique de l'instrument », et engendre, non pas « un écho [...] mais une réponse ». 
Diverses techniques de jeux sont aussi mises en œuvre dans la composition : coups donnés sur le chevalet, glissandi, bruitages (pincement de la corde avec le bout de l’ongle, augmentation de la pression de l’archet) contribuent « à démonter l’aura traditionnelle de la viole d’amour non sans la redéfinir ».
Pour l'interprète, la pièce, par ses différents jeux de résonance, est ainsi double, « ici et ailleurs ».

## Création et réception critique
L'œuvre est créée le 14 mars 1997 à Bruxelles, lors du festival Ars Musica, par le violiste Garth Knox. Elle est enregistrée en 2001 à Cologne pour un album de musique de chambre édité par le label Kairos.
La critique a salué l'audace de cette pièce : « Tout aussi radicale est la transformation de la viole d'amour dans …?risonanze!…, l'instrument devenant un hybride de corde et de clavier dans un monologue brusque et agité ».